# ضماد (طب)

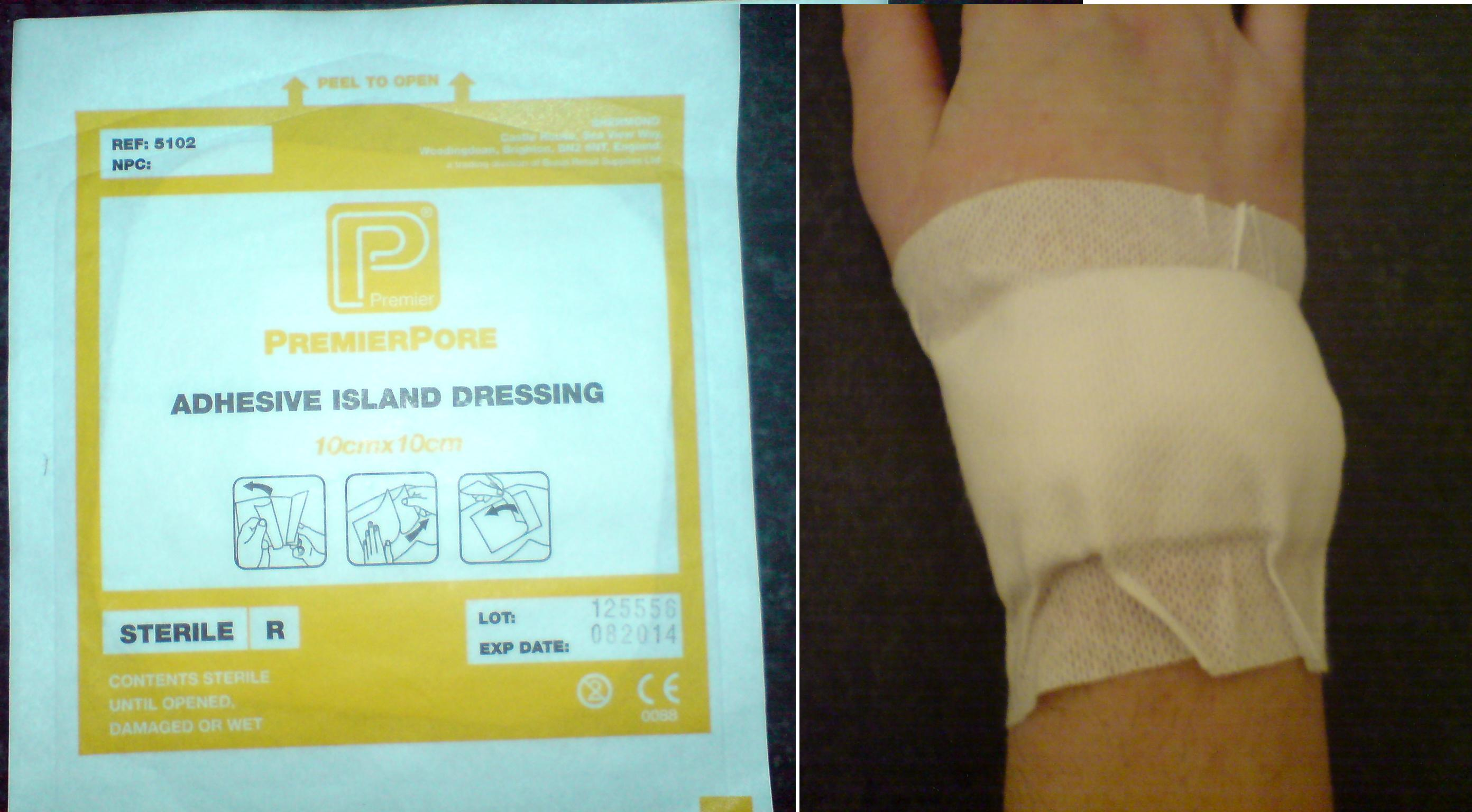
رباط Island لاصق في غلافه الأصلي (على اليسار)، ومِعصَم لشخصٍ (على اليمين).

الرباط الطبي (بالإنجليزية: dressing)‏ هو مُلحَق يوضع على الـجرح ليعزز التئامه ويمنع زيادة تلفِه. صممت الأربطة الطبية لتبقى على اتصالٍ مباشرٍ بالجرح، مما يجعلها مختلفة عن الضمادة التي تُستخدَم في المقام الأول لتثبيت الرباط الطبي في مكانه. تُصنِّف بعض المنظمات (مثل دستور الأدوية البريطاني على سبيل المثال) الرباط الطبي والضمادة على أنهما شيءٌ واحدٌ ويستخدم بعض الناس المصطلحين على أنهما بديلان. غالبًا ما تستخدم الأربطة الطبية في الإسعافات الأولية وفي الـتمريض

## الأغراض الأساسية من الرباط الطبي
تختلف أغراض الأربطة الطبية تبعًا لأنواعها وخطورة الجرح وموضعه، وهذا على الرغم من أن جميع أغراضها تنصبّ حول تعزيز التئام الجرح ومنع زيادة تَلَفِه. الأغراض الرئيسية للأربطة الطبية هي:
- وقف الـنزف؛ حيث يساعد الرباط الطبي الجرحَ على تكوين الـخثرة بسرعة
- امتصاص النضح؛ حيث يمتص الرباط الدم والبلازما والسوائل الأخرى التي ينضح بها الجرح، وتجمعها في مكانٍ واحد
- تخفيف الـألم، فبعض الأربطة تُخفِّف الألم وبعضها له تأثير يشبه تأثير الـغفل
- إنضار الجرح، حيث تُزيل الأربطة القُرَح والأجسام الغريبة من الجرح
- الحماية من الـعدوى والضرر الميكانيكي
- وأخيرًا تعزيز الـالتئام (طب) من خلال التحبُّب والاندمال بتشكل النسيج الظهاري

## أنواع الأربطة الطبية
على مدار التاريخ، كان الرباط الطبي عبارة عن نسيج من القماش ولكن هناك ما يشير إلى استخدام نسيج العنكبوت والروث وأوراق الشجر والعسل في صنع الرباط أيضًا. غير أن الأربطة الطبية الحديثة تتضمن كلاً من الـشاش (الذي يمكن أن يُنقع في مادة بهدف التعقيم أو إسراع الالتئام)، والأغشية والمواد الهلامية والرغوات والغروانيات المائية والألجينات والهلاميات المائية ومعاجين عديدة السكاريد والحبيبات والخَرَز. تحتوي الكثير من الأربطة الطبية المصنوعة من الشاش على طبقةٍ من الغشاء المانع للالتصاق فوق الشاش الماص لمنع الجرح من الالتصاق بالضمادة. يمكن أن تُنقع الأربطة الطبية في موادٍ كيميائيةٍ مطهِّرة كما يحدث في رباط البوريك الكتَّانية أو كما كان يُستخدَم زيت الـخروع الطبي في أول أربطة جراحية
في ستينيات القرن العشرين، نشر جورج ونتر (George Winter) أول بحث جدلي له حول الالتئام بالرطوبة. قبل ذلك، كان من الحكمة والمتفق عليه عند محاولة منع العدوى في الجرح وجوب بقائه جافًا قدر الإمكان. يُبدي ونتر ملاحظته بأن الجروح التي تبقى رطبة تلتئم أسرع من الجروح المُعرّضة للهواء أو المغطاة بالأربطة الطبية التقليدية.
يمكن أن تُستخدَم أنواع عديدة من الأربطة الطبية في تحقيق أهداف مختلفة منها:
- التحكم في المحتوى الرطب بحيث يظل الجرح رطبًا أو جافًا.  يُعتبر رباط أكواسيل (Aquacel) مثالاً على الأربطة الطبية التي تحتفظ بالرطوبة، وهو رباط «ليفي مائي» يُستخدَم في حالات الـحرق(إصابة) السميكة جزئيًا.
- حماية الجرح من الـعدوى
- إزالة القُرَح،
- والمحافظة على وجود أس هيدروجيني مثالي وحرارة مُثلى لتحفيز الالتئام.

من الممكن استخدام الأربطة الطبية الغالِقة المصنوعة من مواد عازلة للرطوبة مثل الـبلاستيك أو اللتيكس في زيادة مُعدَّل امتصاص مواد موضعية معينة في الجلد.

## استخدام الأربطة الطبية

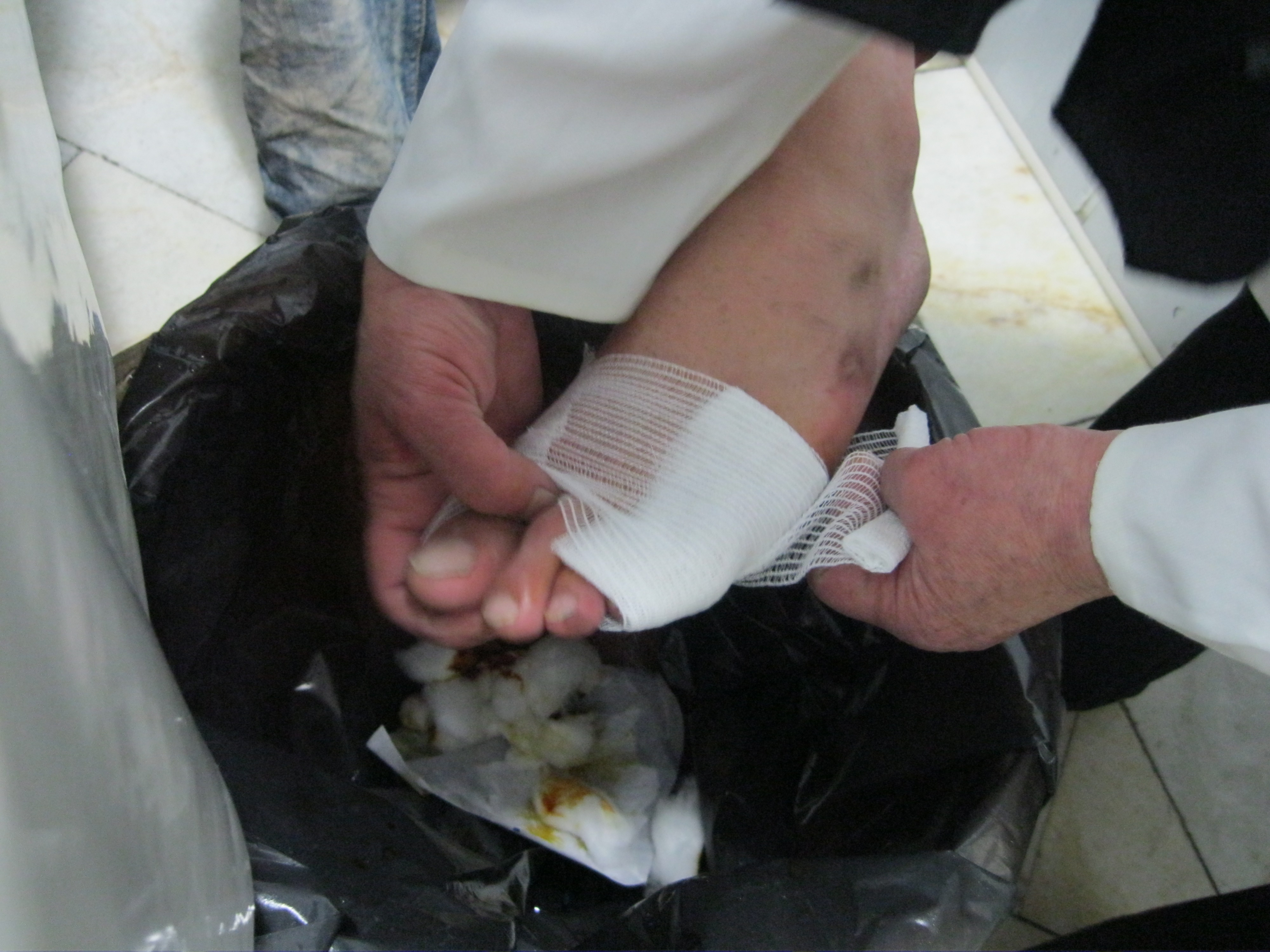
ضماد بقدم جريح

يعتبر وضع الأربطة الطبية مهارة إسعاف أولي، إلا أن العديد من الأشخاص يقومون بها دون تدريبٍ، خاصةً في حالات الجروح الطفيفة. تأتي جميع الأربطة الطبية الحديثة في غلاف معقَّم مُدرَج عليه التاريخ لضمان التعقيم. وهذا لأنها تأتي لتوضع مباشرة على الجرح مما يتطلب تعقيمًا ليحقق هدف الرابط الطبي في «الحماية من العدوى».
غالبًا ما تتم صناعة الأربطة الطبية بشكل مرتجل عند الحاجة، وكان ذلك يحدث قديمًا، وما زال يحدث في بعض المناطق النامية في حالات الطوارئ. وفي هذه الحالة يمكن أن يتكون الرباط الطبي من القماش أو المواد الفائضة عن الحاجة مما يحقق جزءًا من أهدافه مثل وقف النزيف وامتصاص النضح في الغالب.
ويعتبر وضع وتغيير الأربطة الطبية مهمةً من المهام الشائعة في الـتمريض.
الرباط الطبي «المثالي» هو الرباط المُعقَّم، والموفِّر للتنفس، والباعث على تكوين بيئة رطبة للالتئام. وهذا هو ما يقلل من خطر العدوى، ويساعد على التئام الجرح بسرعة، ويقلل من حدوث الندبات.